# Adenanthos × pamela
Adenanthos × pamela (E.Nelson, 1986) è un ibrido presente in natura tra Adenanthos detmoldii e Adenanthos obovatus. Di forma cespugliosa, ha ereditato da entrambe le specie parenti il suo habitat naturale, la forma delle foglie e il colore del fiore. Si trova principalmente sui bordi delle strade nella regione del fiume Scott, in Australia, dove ricorrono anche le specie parenti. Nonostante le origini ibride, è fertile.
Questo ibrido è stato riconosciuto la prima volta nel 1979, ma non è stato catalogato e pubblicato ufficialmente fino al 1986. È considerato un cespuglio con un significativo potenziale ortoculturale.

## Descrizione
Morfologicamente, A. × pamela è un miscuglio tra le sue specie parenti. Raggiunge circa 1,5 m di altezza, circa il doppio rispetto all'A. obovata ma meno rispetto alla più slanciata A. detmoldii. La forma delle foglie è una via di mezzo tra le foglie corte e oblovate dell'A. obovata, e le più lunghe e lanceolate dell'A. detmoldii; i fiori sono arancio o rosso chiaro, ancora una volta una via di mezzo tra il giallo tendente all'arancio dell'A. detmoldii e il rosso scarlatto dell'A obovata. Come l'A. obovata, A. × pamela è dotata di un lignotubero.

## Tassonomia
Tra i sei presunti ibridi dell'Adenanthos riscontrati fino ad oggi, questo è l'unico ad essere stato osservato in più di uno o due esemplari. Inoltre si tratta di una specie fertile: è stato osservato che il tasso di fertilità del suo polline è sia poco meno del 50%, tuttavia le piante hanno prodotto grandi quantità di semi, quando sono state analizzate nel dicembre 1984, il che aumenta le possibilità di riprodursi.
L'esistenza di questo ibrido è stata riportata per la prima volta da Greg Keighery nel 1979, ma Keighery non la pubblicò in quanto specie binomiale. La successiva scoperta che questa pianta fosse presente in così larga misura e il riconoscimento del suo grande potenziale ortoculturale spinsero Ernest Charles Nelson nel 1986 a descriverla ufficialmente e a darle un nome. Nelson scelse l'epiteto pamela in onore della sua amica Pamela Sanderson, una botanica amatoriale attiva nella gruppo botanico Albany Wildflower Society, con cui visitò la zona e raccolse esemplari nel 1984.

## Coltivazione
Nelson descrive Adenanthos × pamela come una pianta dall'aspetto gradevole con un modesto potenziale da pianta da giardino. Un tentativo di coltura della pianta è stato portato avanti con successo nel Kings Park and Botanic Garden.